# Associação Desportiva de Calçoene
A Associação Desportiva de Calçoene, popularmente conhecida como ADEC, é uma agremiação esportiva sediada na cidade de Calçoene.

## História
A equipe foi fundada em 29 de Março de 2010, no começo como uma Escolinha de Futebol e desde então expandiu para o futebol masculino e feminino amador. Em 2012 a equipe foi campeã do Campeonato Amapaense de Futebol Feminino, vencendo os 2 turnos. Em 2014, a equipe conquistou o seu primeiro título na categoria masculina, o Campeonato Amapaense Amador de 2014. Neste mesmo ano, foi vice-campeã da Segunda divisão de Futsal feminino do Amapá, e foi campeã do Campeonato Amapaense de Futsal Feminino Sub-20. Em 2023 se filiou a CBF para disputar competições profissionais, fazendo sua estreia no Amapazão - Série B de 2024. Atualmente a equipe é presidida por Maria Angela Síria da Silva Nunes e tem Sr Hugo Renan Barata seu diretor de esportes. As cores principais da equipe são o Verde, Branco, Rosa e o Preto.

## Títulos

### Futebol
- Campeonato Amapaense Amador: 1 (2014)
- Campeonato Amapaense Feminino: 1 (2012)

### Futsal
- Campeonato Amapaense de Futsal Feminino Sub-20: 1 (2014)